# Cantonul Bischheim
Cantonul Bischheim este un canton din arondismentul Strasbourg-Campagne, departamentul Bas-Rhin, regiunea Alsacia, Franța.

## Comune
- Bischheim (reședință)
- Hœnheim